# Тредегар
Треде́гар (англ. Tredegar) — місто на південному сході Уельсу, в області Бланау-Гвент.
Населення міста становить 14 802 особи (2001).

## Клімат
Місто знаходиться у зоні, котра характеризується морським кліматом. Найтепліший місяць — серпень із середньою температурою 15.4 °C (59.7 °F). Найхолодніший місяць — лютий, із середньою температурою 3.3 °С (37.9 °F).
| Клімат Тредегара        | Клімат Тредегара | Клімат Тредегара | Клімат Тредегара | Клімат Тредегара | Клімат Тредегара | Клімат Тредегара | Клімат Тредегара | Клімат Тредегара | Клімат Тредегара | Клімат Тредегара | Клімат Тредегара | Клімат Тредегара | Клімат Тредегара |
| Показник                | Січ.             | Лют.             | Бер.             | Квіт.            | Трав.            | Черв.            | Лип.             | Серп.            | Вер.             | Жовт.            | Лист.            | Груд.            | Рік              |
| Середній максимум, °C   | 6                | 6,1              | 8,5              | 11,5             | 15               | 17,5             | 19,4             | 19,5             | 16,4             | 12,7             | 9                | 6,5              | 12,4             |
| Середня температура, °C | 3,5              | 3,3              | 5,3              | 7,5              | 10,6             | 13,4             | 15,4             | 15,4             | 12,7             | 9,7              | 6,3              | 3,9              | 9                |
| Середній мінімум, °C    | 1                | 0,5              | 2,1              | 3,4              | 6,2              | 9,3              | 11,3             | 11,3             | 8,9              | 6,6              | 3,5              | 1,3              | 5,5              |
| Днів з дощем            | 18               | 12,7             | 15,3             | 12,6             | 12,2             | 10               | 11,6             | 11,4             | 12,3             | 16,7             | 17               | 16,9             | 166,5            |
| ----------------------- | ---------------- | ---------------- | ---------------- | ---------------- | ---------------- | ---------------- | ---------------- | ---------------- | ---------------- | ---------------- | ---------------- | ---------------- | ---------------- |
| Джерело: Weatherbase    |                  |                  |                  |                  |                  |                  |                  |                  |                  |                  |                  |                  |                  |